# Ricardo Newport, 1.º Barão de Newport
‎Ricardo Newport, 1.º Barão de Newport‎‎ (em inglês: Richard Newport; 7 de maio de 1587 - 8 de fevereiro de 1651)‎‎ foi um proprietário de terras e ‎‎político inglês‎‎ que se sentou na ‎‎Câmara dos Comuns‎‎ em vários momentos entre 1614 e 1629. Ele apoiou a causa ‎‎monarquista‎‎ na ‎‎Guerra Civil Inglesa‎‎ e foi criado Barão Newport‎‎ em 1642.
Newport era filho de Francisco Newport‎‎ de High ‎‎Ercall‎‎ e Beatriz Lacon, filha de Rolando Lacon. Newport foi educado em ‎‎Brasenose College, Oxford‎‎ de 1604 a 1607 e graduou-se com ‎‎um Bacharelado em Artes‎‎. Em 1614 ele foi eleito ‎‎membro do Parlamento‎‎ para ‎‎Shropshire‎‎. Ele foi eleito deputado por ‎‎Shrewsbury‎‎ em 1621. Em 1624 foi eleito deputado por Shropshire novamente e foi reeleito em 1625, 1626 e 1628. Ele ficou até 1629 quando o rei Carlos decidiu governar sem o parlamento por onze anos. Ele foi nomeado ‎‎Alto Xerife de Shropshire‎‎ para 1626-27.
‎Em 1642, Newport forneceu ao ‎‎Rei Carlos I da Inglaterra‎‎ a soma de £6000 em troca de um baronia, permitindo-lhe usar artilharia na Batalha de ‎‎Edgehill‎‎ e foi devidamente elevado ao ‎‎Pariato da Inglaterra‎‎ como ‎‎Barão Newport‎‎, de High Ercall, no Condado de Salop em 14 de outubro,‎‎ tendo sido condecorado na ‎‎Theobalds House‎‎ em ‎‎Hertfordshire‎‎ em 1615. Ele também forotificou sua casa de campo, ‎‎High Ercall Hall, ‎‎e a disponibilizou como um reduto monarquista e guarnição. Durante o ‎‎Cerco de Alto Ercall Hall,‎‎ a casa foi severamente danificada e eventualmente capturada pelas forças parlamentares em 1646. Depois da execução do rei em 1649, Newport fugiu para a ‎‎França.‎‎ ‎

## Família
‎Newport casou-se, antes de 1615, com Raquel Leveson filha de ‎‎Sir John Leveson‎‎ (21 de março de 1555 - 14 de novembro de 1615),‎‎ e irmã de ‎‎Sir Richard Leveson‎‎ (1598-1661), com quem teve três filhos e quatro filhas. Newport morreu aos 63 anos em Moulins-en-Tonnerrois e foi sucedido no baronato por seu filho mais velho ‎‎Francis.‎‎ Seu segundo filho, Andrew, era um cortesão e membro do Parlamento.